# Alan White (trumslagare i Oasis)
Alan White, född 26 maj 1972 i Eltham, södra London, Storbritannien. Han är yngre bror till Steve White, tidigare trumslagare i bandet The Style Council.

## Tiden i Oasis (1995-2004)
1995 ersattes Tony McCarroll av Alan White som trumslagare i det brittiska rockbandet Oasis. Efter detta medverkade White på fyra album med Oasis: (What's The Story) Morning Glory? (1995), Be Here Now (1997), Standing On The Shoulder Of Giants (2000) samt Heathen Chemistry (2002). 
Han fick sparken från Oasis i början av 2004 när det blivit känt att han hade gett en bränd version av Oasis femte album Heathen Chemistry till en journalist. Journalisten lade snabbt ut den på internet, vilket ledde till att albumet sålde dåligt. När resten av bandet fick reda på allt detta sparkades White omedelbart och ersattes tillfälligt av Zak Starkey. 